# Васильев, Александр Александрович (мореплаватель)
Алекса́ндр Алекса́ндрович Васи́льев (?—1869) — русский морской офицер, капитан 1-го ранга.

## Биография
С 10 февраля 1831 года — кадет Морского корпуса; 31 декабря 1833 года был произведён в гардемарины.  Во время службы на Балтийском флоте был произведён, 21 декабря 1835 года, в мичманы. В 1839 году был переведён на Черноморский флот, но в следующем году возвращён на Балтийское море и 30 марта 1841 года произведён в лейтенанты.
В 1843—1845 годах на транспорте «Иртыш» совершил кругосветное плавание к берегам Камчатки и находился на Дальнем Востоке до 1856 года; командовал транспортным ботом «Камчадал» и транспортом «Иртыш»; с 1846 года — капитан-лейтенант, с 6 декабря 1853 года — капитан 2-го ранга; в 1854 году командовал транспортом «Двина» и участвовал в обороне Петропавловского порта.
В январе 1856 года был переведён в Астрахань; командовал пароходом «Тарки».
Был уволен со службы 23 ноября 1859 года с производством в капитаны 1-го ранга.
Умер 21 мая (2 июня) 1869 года. Похоронен на Смоленском православном кладбище, где была погребена и его супруга Анна Михайловна, умершая 28 мая 1900 года .
Был награждён орденами Св. Анны 3-й степени (1852), Св. Владимира 4-й степени с бантом (1854), Св. Станислава 2-й степени (1855)